# Dawn (película de 1928)
Dawn es una película muda británica de 1928 dirigida por Herbert Wilcox. La cinta está protagonizada por Sybil Thorndike en el papel de Edith Cavell, la enfermera fusilada por los alemanes durante la Primera Guerra Mundial por haber ayudado a doscientos soldados aliados a escapar de Bélgica. La historia de Edith Cavell ya había sido llevada a la pantalla en 1915 con la película Nurse and Martyr de Percy Moran y, en 1918, por John G. Adolfi con The Woman the Germans Shot . Herbert Wilcox retomó el asunto más adelante e hizo una versión hablada en 1939 titulada La historia de Edith Cavell, con Anna Neagle en el papel de Edith Cavell.

## Trama
1914. En Bruselas, una capital invadida por los alemanes al comienzo de la Gran Guerra, la enfermera británica Edith Cavell, tras haber organizado con éxito la fuga del país del joven Jacques Rappard, logra crear una organización clandestina que tiene como objetivo proporcionar ayuda a los prisioneros de guerra, expuestos a sufrir un trato injusto del enemigo.
La organización de Edith Cavell consigue rápidamente rescatar a varios soldados fugitivos gracias a la ayuda de algunos de sus conocidos y de personas destacadas de la ciudad, entre ellos Ada Bodart y su hijo Philippe, aún adolescente, o la señora Pitou, directora de una empresa que realizaba el tráfico fluvial desde la cercana localidad de Malinas y en cuyas embarcaciones los fugitivos llegaban a Amberes y, desde allí, a los neutrales Países Bajos. Pero uno de los prisioneros es capturado en su huida en la frontera y revela a los ocupantes el papel de la valiente enfermera. En el otoño de 1915, los hombres del alemán Moritz von Bissing, gobernador general de los territorios ocupados, logran arrestar a Edith y a varios de sus colaboradores.
A pesar de las protestas y de los intentos de intermediación de Brand Whitlock, embajador de los Estados Unidos, que aún no había entrado en guerra, un consejo de guerra condena a la enfermera a muerte y es llevada ante el pelotón de fusilamiento. La protagonista se enfrenta a la muerte con dignidad y valentía.

## Producción y distribución
La película fue producida por Herbert Wilcox Productions para British & Dominions Film Corporation. 
Distribuida por Woolf & Freedman Film Service, la película se estrenó en los cines del Reino Unido el 1 de marzo de 1928. En Japón se estrenó el 1 de septiembre de 1931 y en Finlandia el 4 de enero de 1932. En Estados Unidos, la película fue distribuida por Selwyn. 